# Las Vegas Film Critics Society Awards 2017
21. ročník předávání cen společnosti Las Vegas Film Critics Society se konal dne 18. prosince 2017.

## Vítězové a nominovaní

### Nejlepší film
1. Tři billboardy kousek za Ebbingem
2. The Florida Project
3. Uteč
4. Tvář vody
5. Pěkně blbě
6. Dunkerk
7. Já, Tonya
8. Dej mi své jméno
9. Wind River
10. Star Wars: Poslední z Jediů

### Nejlepší režisér
1. Guillermo del Toro – Tvář vody
2. Christopher Nolan – Dunkerk

### Nejlepší adaptovaný scénář
1. James Ivory – Dej mi své jméno
2. Scott Neustadter a Michael H. Weber – The Disaster Artist

### Nejlepší původní scénář
1. Martin McDonagh – Tři billboardy kousek za Ebbingem
2. Jordan Peele – Uteč

### Nejlepší herec v hlavní roli
1. Daniel Kaluuya – Uteč
2. Gary Oldman – Nejtemnější hodina

### Nejlepší herečka v hlavní roli
1. Frances McDormandová – Tři billboardy kousek za Ebbingem
2. Margot Robbie – Já, Tonya

### Nejlepší herec ve vedlejší roli
1. Sam Rockwell – Tři billboardy kousek za Ebbingem
2. Willem Dafoe – The Florida Project a Michael Fassbender – Vetřelec: Covenant (remíza)

### Nejlepší herečka ve vedlejší roli
1. Laurie Metcalf – Lady Bird
2. Allison Janney – Já, Tonya

### Nejlepší cizojazyčný film
1. First They Killed My Father
2. Raw

### Nejlepší animovaný film
1. Coco
2. LEGO Batman film

### Nejlepší kamera
1. Roger Deakins – Blade Runner 2049
2. Michael Seresin – Válka o planetu opic

### Nejlepší střih
1. Paul Machliss a Jonathan Amos – Baby Driver

### Nejlepší akční film
1. Star Wars: Poslední z Jediů

### Nejlepší komedie
1. Pěkně blbě
2. The Disaster Artist

### Nejlepší dokument
1. Jane

### Nejlepší obsazení
1. Tři billboardy kousek za Ebbingem
2. Lady Bird

### Nejlepší rodinný film
1. Coco
2. Star Wars: Poslední z Jediů

### Nejlepší horor/sci-fi
1. Uteč
2. Matka!

### Nejlepší skladatel
1. Alexandre Desplat – Tvář vody

### Nejlepší filmová píseň
1. „Remember Me“ – Coco

### Nejlepší výprava
1. Dennis Gassner a Alessandra Querzola – Blade Runner 2049
2. Paul D. Austerberry, Shane Vieau a Jeffrey A. Melvin – Tvář vody

### Nejlepší kostýmy
1. Renée April – Blade Runner 2049
2. Alexandra Byrne – Vražda v Orient expresu

### Nejlepší vizuální efekty
1. Blade Runner 2049
2. Star Wars: Poslední z Jediů

### Nejlepší filmař
1. Jordan Peele – Uteč
2. Greta Gerwig – Lady Bird

### Nejlepší mladá herečka/mladý herec
1. Brooklyn Prince – The Florida Project
2. Jacob Tremblay – (Ne)obyčejný kluk
3. Dafne Keen – Logan: Wolverine

### Celoživotní ocenění
- Lois Smith